# Tom Dowd
Tom Dowd (20 de outubro de 1925 — 27 de outubro de 2002) foi um produtor musical e engenheiro-de-som americano. Associado à Atlantic Records, trabalhou com alguns dos mais célebres artistas de blues, jazz, pop, rock e soul de sua época, sendo creditado por inovar o método de gravação multicanal.